# Sabrina Voinea
Sabrina Maneca-Voinea, född 4 juni 2007, är en rumänsk gymnast.

## Karriär
Vid Europamästerskapen i artistisk gymnastik 2024 tog Voinea silver i bom och fristående.